# جاك فروست
جاك فروست (بالإنجليزية: Jack Frost)‏ (13 فبراير 1920 في المملكة المتحدة - 1 يناير 1988 بيورك في المملكة المتحدة) هو لاعب كرة قدم بريطاني (وحمل سابقاً جنسية المملكة المتحدة لبريطانيا العظمى وأيرلندا) في مركز حراسة المرمى. لعب مع غريمسبي تاون ونادي يورك سيتي ونادي  شيلدز الشمالية ‏.